# Weatherford (Oklahoma)
Pour les articles homonymes, voir Weatherford.
La ville américaine de Weatherford est située dans le comté de Custer, dans l’État de l’Oklahoma. Elle comptait 10 833 habitants lors du recensement de 2010.

## Historique
La ville a été incorporée en 1898, et la population était de 1 017 habitants en 1900.

## Musée
On trouve à Weatherford le Stafford Air & Space Museum, situé près de l'aéroport Thomas P. Stafford, nommé d'après l'astronaute Thomas Stafford, qui est né dans cette ville en 1930.

## Source
- (en) Cet article est partiellement ou en totalité issu de l’article de Wikipédia en anglais intitulé « Weatherford, Oklahoma » (voir la liste des auteurs).